# Internationaler Tag der Muttersprache

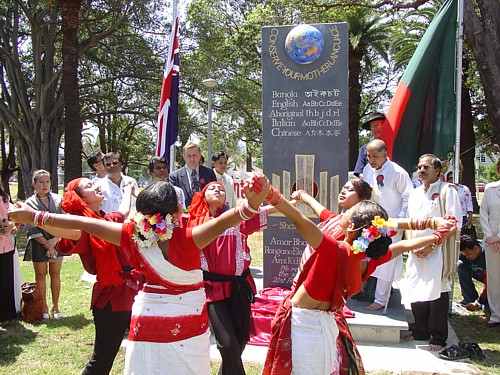
Internationaler Tag der Muttersprache in Sydney, Australien

Der Internationale Tag der Muttersprache ist ein von der UNESCO ausgerufener Gedenktag zur „Förderung sprachlicher und kultureller Vielfalt und Mehrsprachigkeit“. Er wird seit dem Jahr 2000 jährlich am 21. Februar begangen.

## Zweck

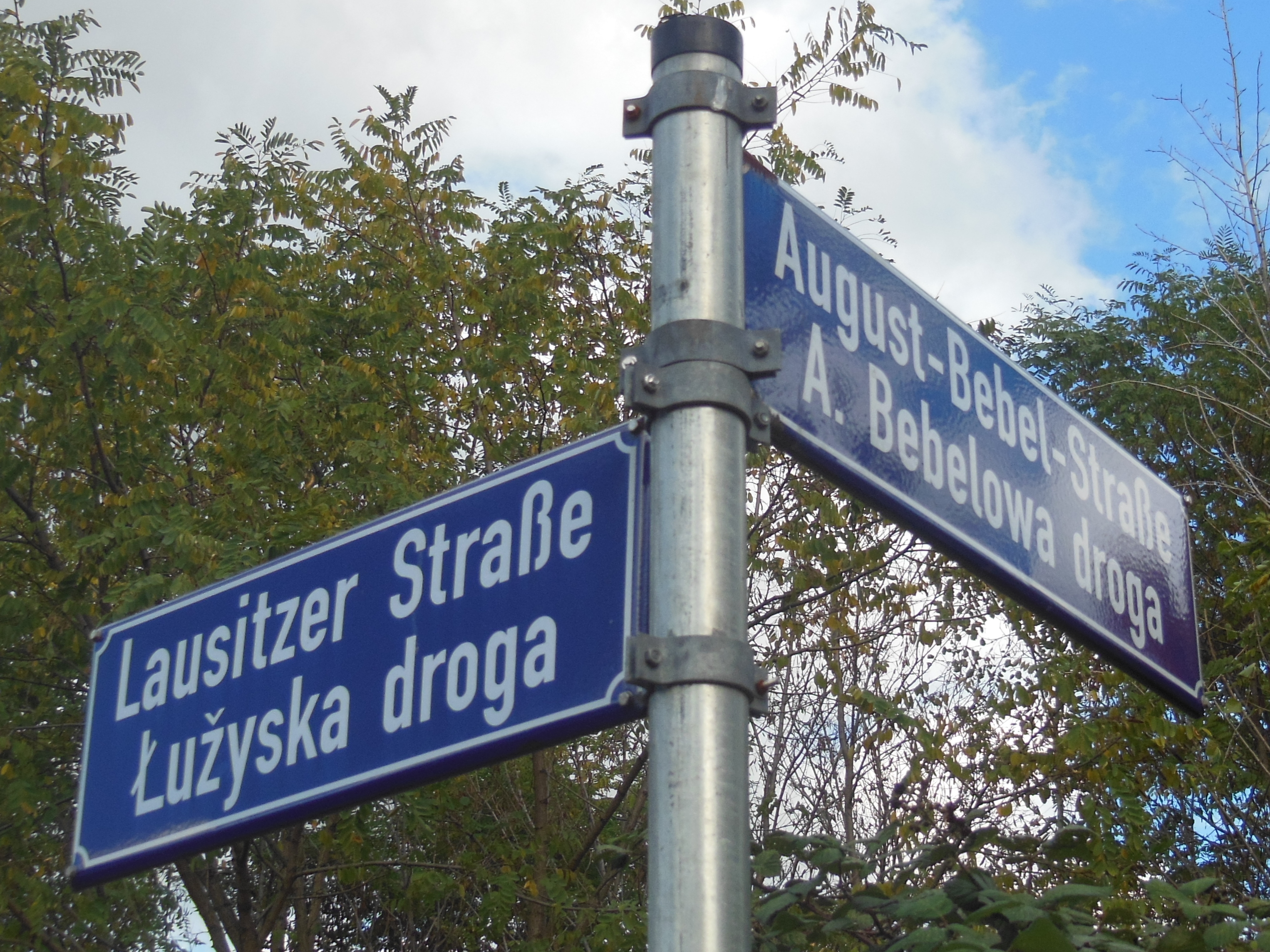
Zweisprachige Straßenbezeichnung auf Deutsch und Niedersorbisch

Vor dem Hintergrund, dass gut die Hälfte aller weltweit gesprochenen Sprachen vom Aussterben bedroht ist, hat sich die UNESCO zum einen die Förderung von Sprachen als Zeichen der kulturellen Identität der Sprechenden auf die Fahnen geschrieben, zum anderen geht es ihr auch um den Fremdsprachenunterricht und Mehrsprachigkeit als Schlüssel zum gegenseitigen Verständnis und Respekt.
Der jährliche Gedenktag wird genutzt, um die Aufmerksamkeit auf Minderheitensprachen mit weniger als 10.000 Sprechern zu lenken, in Deutschland z. B. Niedersorbisch. Vielfach werden diese Sprachen nicht mehr an die nachfolgenden Generationen weitergegeben und geraten in Vergessenheit. Viele Sprachen mit teilweise weniger als hundert Sprechern sind noch nicht einmal erfasst und dokumentiert. Die Schwerpunkte im Jahre 2005 waren die Gebärdensprache für Gehörlose und die Brailleschrift für Blinde.

## Historischer Hintergrund

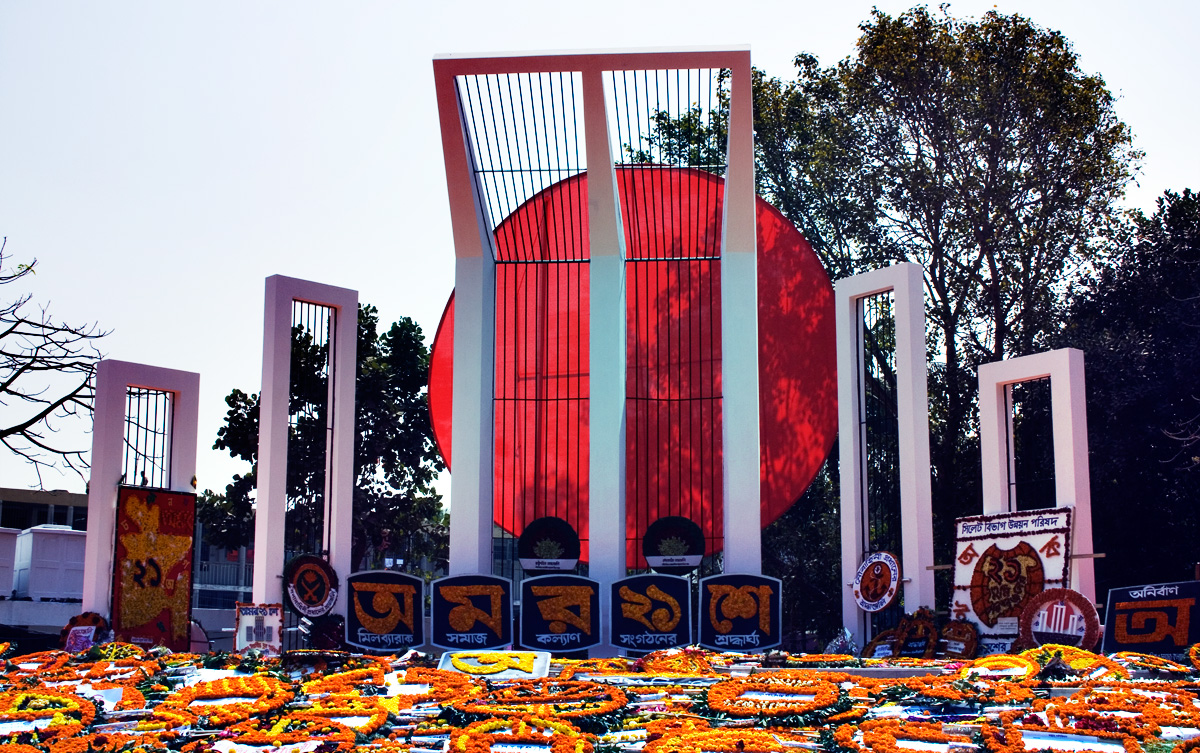
Das Shaheed Minar in Dhaka erinnert an die bangladeschischen Studenten, die in Demonstrationen des Jahres 1952 ihr Leben ließen

Im Jahr 1952 beschloss die Regierung des damaligen Pakistans die Erhebung von Urdu zur alleinigen Amtssprache, obwohl es nur für 3 % der Bevölkerung Muttersprache war. In Ostpakistan wurde sogar fast ausschließlich Bengalisch gesprochen. Bei Protesten in Dhaka am 21. Februar schoss die Polizei auf Demonstranten; es gab Tote.
Die fortwährende sprachliche und kulturelle Unterdrückung Ostpakistans führte schließlich 1971 zur Abspaltung und zur Gründung von Bangladesch. Der 21. Februar wird dort seitdem als Tag der Märtyrer begangen. Auf Antrag von Bangladesch wurde dieser Tag im November 1999 durch die UNESCO zum Internationalen Tag der Muttersprache erhoben. Am 16. Mai 2007 proklamierte die Generalversammlung der Vereinten Nationen außerdem das Jahr 2008 zum Internationalen Jahr der Sprachen.